# آرتور (بازیکن فوتبال، زاده ۲۰۰۵)
آرتور (انگلیسی: Arthur؛ زادهٔ ۲۴ فوریهٔ ۲۰۰۵) بازیکن فوتبال است.
وی همچنین در تیم‌های ملی فوتبال Brazil national under-15 football team و زیر ۱۷ سال برزیل بازی کرده‌است.